# Nordische Skiweltmeisterschaften 1929/Teilnehmer (Ungarn)
| Goldmedaillen | Silbermedaillen | Bronzemedaillen |
| ------------- | --------------- | --------------- |
| —             | —               | —               |

Ungarn meldete für die 6. Nordischen Skiweltmeisterschaften, die vom 5. bis 10. Februar 1929 in Zakopane in Polen stattfanden vier Teilnehmer, davon zwei Frauen und zwei Männer.
Die beste Platzierung erreichte Jules Csekey mit dem 24. Rang im Skilanglauf über 18 km.
Ungarns zweiter Teilnehmer, Béla Szepes, der in Berlin lebende Journalist und Teilnehmer der Olympischen Sommerspiele 1928 im Speerwurf, erreichte im Skispringen von der Wielka-Krokiew-Schanze den 30. Platz.
Für den bei den Weltmeisterschaften von Zakopane praktisch als Vorführwettbewerb ausgetragenen Skilanglauf der Frauen über 7 Kilometer, der von der FIS aber nicht ins offizielle Programm aufgenommen wurde, meldete der ungarische Skiverband die zwei in den folgenden Jahren im Tennis- bzw. im alpinen Skisport bekannten Szapáry-Schwestern. Die beiden waren die Töchter des österreichisch-ungarischen Diplomaten Friedrich von Szápáry, Marianne (eigentlich „Maria Anna“) zudem die Mutter von Marie Christine von Reibnitz, die als Ehefrau von Michael von Kent der britischen Königsfamilie angehört.
Aus nicht näher berichteten Gründen zogen beide jedoch kurz vor dem Wettbewerbsstart ihre Nennung zurück.

## Teilnehmer und Ergebnisse

### Männer
| Sportler     | Verein                              | Skilanglauf 18 km | Skilanglauf 50 km | Skispringen K-60 | N. Komb. 18 km / K-60 | Ski Alpin Abfahrt | Patrouille 28 km |
| ------------ | ----------------------------------- | ----------------- | ----------------- | ---------------- | --------------------- | ----------------- | ---------------- |
| Gyula Csekey | Budapesti Budai Torna Egylet (BBTE) | 38.               | 24.               | –                | –                     | –                 | –                |
| Béla Szepes  | Magyar AC Budapest                  | –                 | –                 | 30.              | DNS/F                 | DNS/F             | –                |

### Frauen
| Sportler         | Verein | Skilanglauf 7 km |
| ---------------- | ------ | ---------------- |
| Gabriele Szapáry |        | DNS              |
| Marianne Szapáry |        | DNS              |

## Legende
- DNS = Did not start (nicht gestartet)
- DNS/F = Did not start oder Did not finish (unklar ob nicht gestartet oder nicht beendet)